# Evrydíki
Evrydíki Theokléous (grec moderne : Ευρυδίκη Θεοκλέους) (née le 25 février 1968 à Limassol, Chypre), plus connue sous le nom de scène de Evrydíki, est une chanteuse pop et rock chypriote, de langue grecque. Elle est très populaire à Chypre et en Grèce et est connue dans le reste de l'Europe pour avoir représenté son pays au Concours Eurovision de la chanson à trois reprises (1992, 1994 et 2007).

## Discographie

### Albums
- 1991 - Gia Proti Fora
- 1992 - Poso Ligo Me Xeris
- 1993 - Misise Me
- 1995 - Fthinoporo Gynekas
- 1996 - I Epomeni Mera (double CD live)
- 1997 - Pes to Mou Afto
- 1998 - Dese Mou ta Matia
- 1999 - To Koumbi
- 2000 - Ola Dika Sou
- 2002 - Live ki Allios
- 2003 - Oso Fevgo Gyrizo
- 2004 - Best of
- 2005 - Sto Idio Vagoni
- 2007 - 13

### Vedette invitée
- 1990 - Erotika Minimata de Pashalis (Arvanitidis)
- 1997 - En Psyxrw de Giorgos Alkaios
- 1999 - One de One
- 2002 - O Vasilias ki Ego
- 2003 - Tragoudi sta Pedia (Live) de Giorgos Theofanous
- 2003 - Esis i Fili Mou ki Ego de Vasilis Papakonstantinou
- 2003 - As ta Dyskola se Mena de Dimitris Korgialas
- 2005 - I Mera Fevgi de Dimitris Korgialas
- 2006 - EuroRevisions (compilation) produite par Giorgis Christodoulou
- 2006 - I Apli Methodos ton Trion de Imiskoumbria